# Léon Johnson
Pour les articles homonymes, voir Leon Johnson et Johnson.
Léon Édouard Johnson, né le 29 février 1876 à Nice et mort le 2 janvier 1943 à Paris, est un tireur sportif français. 

## Carrière
Léon Johnson participe à trois éditions des Jeux olympiques d'été.
Aux Jeux olympiques de 1908 se tenant à Londres, il remporte la médaille de bronze dans l'épreuve de rifle libre, à trois positions à 300 m par équipes. Il ne remporte aucune médaille aux Jeux olympiques de 1912 se déroulant à Stockholm. En 1920 à Anvers, il remporte deux médailles d'argent, dans les épreuves individuelle et par équipe de rifle militaire couché  à 300 m.